# Collegio elettorale di Alcamo (Camera dei deputati)
Il collegio di Alcamo fu un collegio elettorale uninominale della Repubblica Italiana per l'elezione della Camera dei deputati. Apparteneva alla circoscrizione Sicilia 1 e fu utilizzato per eleggere un deputato nella XII, XIII e XIV legislatura.

## Storia
Venne istituito nel 1993 con la cosiddetta Legge Mattarella (Legge n. 277, Nuove norme per l'elezione della Camera dei deputati), attuata in seguito al referendum abrogativo del 1993. La legge istituì per la Camera dei deputati e per il Senato della Repubblica un sistema di elezione misto, in parte maggioritario e in parte proporzionale. Il 75% dei parlamentari dell'assemblea veniva eletto in collegi uninominali tramite sistema maggioritario a turno unico; il restante 25% alla Camera veniva eletto tramite sistema proporzionale con liste bloccate.
Il collegio venne abolito insieme a tutti gli altri che costituivano la Camera con la promulgazione della legge elettorale successiva, la cosiddetta Legge Calderoli. Questa prevedeva un sistema proporzionale con premio di maggioranza, che alla Camera veniva attribuito a livello nazionale.

## Territorio
Il collegio di Alcamo era uno dei 41 collegi uninominali in cui era suddivisa la Sicilia e, come previsto dal D.Lgs. del 20 dicembre 1993 n. 536, era compreso nelle province di Palermo e di Trapani e comprendeva i seguenti comuni: Alcamo, Balestrate, Buseto Palizzolo, Calatafimi-Segesta, Camporeale, Castellammare del Golfo, Custonaci, Gibellina, Poggioreale, Salaparuta, San Vito Lo Capo, Santa Ninfa, Trappeto e Valderice.

## Eletti
| Elezione | Elezione                  | Deputato                 | Partito                     |
| -------- | ------------------------- | ------------------------ | --------------------------- |
|          | 1994                      | Francesco Paolo Lucchese | Polo del Buon Governo (CCD) |
| 1996     | Polo per le Libertà (CCD) | Francesco Paolo Lucchese |                             |
| 2001     | Casa delle Libertà (AN)   | Francesco Paolo Lucchese |                             |

## Dati elettorali

### XII legislatura

#### Risultati proporzionale
| Coalizioni        | Coalizioni                       | Liste                                 | Liste                              | Voti   | %     |
| ----------------- | -------------------------------- | ------------------------------------- | ---------------------------------- | ------ | ----- |
|                   | Polo del Buon Governo            |                                       | Forza Italia                       | 20.409 | 31,27 |
|                   | Polo del Buon Governo            | Alleanza Nazionale                    | 6.799                              | 10,42  |       |
| Totale coalizione | Totale coalizione                | 27.208                                | 41,69                              |        |       |
|                   | Progressisti                     |                                       | Partito Democratico della Sinistra | 11.684 | 17,90 |
|                   | Progressisti                     | Movimento per la Democrazia - La Rete | 6.371                              | 9,76   |       |
|                   | Progressisti                     | Partito Socialista Italiano           | 1.650                              | 2,53   |       |
|                   | Progressisti                     | Federazione dei Verdi                 | 838                                | 1,28   |       |
|                   | Progressisti                     | Alleanza Democratica                  | 542                                | 0,83   |       |
| Totale coalizione | Totale coalizione                | 21.085                                | 32,30                              |        |       |
|                   | Patto per l'Italia               |                                       | Partito Popolare Italiano          | 8.471  | 12,98 |
|                   | Patto per l'Italia               | Patto Segni                           | 3.377                              | 5,17   |       |
| Totale coalizione | Totale coalizione                | 11.848                                | 18,15                              |        |       |
|                   | Lista Pannella                   | Lista Pannella                        | Lista Pannella                     | 2.129  | 3,26  |
|                   | Socialdemocrazia                 | Socialdemocrazia                      | Socialdemocrazia                   | 2.060  | 3,16  |
|                   | Solidarietà Occupazione Sviluppo | Solidarietà Occupazione Sviluppo      | Solidarietà Occupazione Sviluppo   | 796    | 1,22  |
|                   | Mediterraneo                     | Mediterraneo                          | Mediterraneo                       | 135    | 0,21  |
| Totale            | Totale                           | Totale                                | Totale                             | 65.261 |       |

#### Risultati uninominale
|                               | Francesco Paolo Lucchese ✔️ Eletto | Polo del Buon Governo (FI - AN - CCD - UDC - PLD) | 28 313 | 41,99 |  |  |  |  |  |
|                               | Aldo Filippi                       | Progressisti                                      | 25 771 | 38,22 |  |  |  |  |  |
|                               | Sebastiano Bonventre               | Patto per l'Italia                                | 13 348 | 19,79 |  |  |  |  |  |
| Totale                        | Totale                             | Totale                                            | 67 432 | 100   |  |  |  |  |  |
|                               |                                    |                                                   |        |       |  |  |  |  |  |
| Fonte: Ministero dell'interno |                                    |                                                   |        |       |  |  |  |  |  |

### XIII legislatura

#### Risultati proporzionale
| Coalizioni        | Coalizioni                                 | Liste                                      | Liste                                      | Voti   | %     |
| ----------------- | ------------------------------------------ | ------------------------------------------ | ------------------------------------------ | ------ | ----- |
|                   | Polo per le Libertà                        |                                            | Forza Italia                               | 18.381 | 30,41 |
|                   | Polo per le Libertà                        | Alleanza Nazionale                         | 8.590                                      | 14,21  |       |
|                   | Polo per le Libertà                        | CCD-CDU                                    | 6.419                                      | 10,62  |       |
| Totale coalizione | Totale coalizione                          | 33.390                                     | 55,24                                      |        |       |
|                   | L'Ulivo                                    |                                            | Partito Democratico della Sinistra         | 10.057 | 16,64 |
|                   | L'Ulivo                                    | Popolari per Prodi (PPI-SVP-PRI-UD-Prodi)  | 4.758                                      | 7,87   |       |
|                   | L'Ulivo                                    | Rinnovamento Italiano                      | 2.840                                      | 4,70   |       |
|                   | L'Ulivo                                    | Federazione dei Verdi                      | 1.186                                      | 1,96   |       |
| Totale coalizione | Totale coalizione                          | 18.841                                     | 31,17                                      |        |       |
|                   | Progressisti                               |                                            | Rifondazione Comunista                     | 3.643  | 6,03  |
|                   | Lista Pannella - Sgarbi                    | Lista Pannella - Sgarbi                    | Lista Pannella - Sgarbi                    | 1.652  | 2,73  |
|                   | Movimento Sociale Fiamma Tricolore         | Movimento Sociale Fiamma Tricolore         | Movimento Sociale Fiamma Tricolore         | 931    | 1,54  |
|                   | Noi Siciliani - Fronte Nazionale Siciliano | Noi Siciliani - Fronte Nazionale Siciliano | Noi Siciliani - Fronte Nazionale Siciliano | 916    | 1,52  |
|                   | Rinnovamento                               | Rinnovamento                               | Rinnovamento                               | 469    | 0,78  |
|                   | Partito Socialista                         | Partito Socialista                         | Partito Socialista                         | 442    | 0,73  |
|                   | Federalisti Liberali                       | Federalisti Liberali                       | Federalisti Liberali                       | 151    | 0,25  |
| Totale            | Totale                                     | Totale                                     | Totale                                     | 60.435 |       |

#### Risultati uninominale
|                               | Francesco Paolo Lucchese ✔️ Eletto | Polo per le Libertà | 35 602 | 57,26 |  |  |  |  |  |
|                               | Leonardo Pipitone                  | L'Ulivo             | 26 569 | 42,74 |  |  |  |  |  |
| Totale                        | Totale                             | Totale              | 62 171 | 100   |  |  |  |  |  |
|                               |                                    |                     |        |       |  |  |  |  |  |
| Fonte: Ministero dell'interno |                                    |                     |        |       |  |  |  |  |  |

### XIV legislatura

#### Risultati proporzionale
| Coalizioni        | Coalizioni              | Liste                                 | Liste                   | Voti   | %     |
| ----------------- | ----------------------- | ------------------------------------- | ----------------------- | ------ | ----- |
|                   | Casa delle Libertà      |                                       | Forza Italia            | 22.262 | 34,37 |
|                   | Casa delle Libertà      | CCD-CDU                               | 7.450                   | 11,50  |       |
|                   | Casa delle Libertà      | Alleanza Nazionale                    | 5.112                   | 7,89   |       |
|                   | Casa delle Libertà      | Nuovo PSI                             | 1.050                   | 1,62   |       |
| Totale coalizione | Totale coalizione       | 35.874                                | 55,38                   |        |       |
|                   | L'Ulivo                 |                                       | Democratici di Sinistra | 8.973  | 13,85 |
|                   | L'Ulivo                 | La Margherita (Dem - PPI - RI- UDEUR) | 7.274                   | 11,23  |       |
|                   | L'Ulivo                 | Il Girasole (FdV - SDI)               | 1.506                   | 2,33   |       |
|                   | L'Ulivo                 | Comunisti Italiani                    | 698                     | 1,08   |       |
| Totale coalizione | Totale coalizione       | 18.451                                | 28,49                   |        |       |
|                   | Democrazia Europea      | Democrazia Europea                    | Democrazia Europea      | 4.627  | 7,14  |
|                   | Lista Di Pietro         | Lista Di Pietro                       | Lista Di Pietro         | 2.405  | 3,71  |
|                   | Rifondazione Comunista  | Rifondazione Comunista                | Rifondazione Comunista  | 1.906  | 2,94  |
|                   | Lista Pannella - Bonino | Lista Pannella - Bonino               | Lista Pannella - Bonino | 1.166  | 1,80  |
|                   | Paese Nuovo             | Paese Nuovo                           | Paese Nuovo             | 274    | 0,42  |
|                   | Abolizione scorporo     | Abolizione scorporo                   | Abolizione scorporo     | 67     | 0,10  |
| Totale            | Totale                  | Totale                                | Totale                  | 64.770 |       |

#### Risultati uninominale
|                               | Francesco Paolo Lucchese ✔️ Eletto | Casa delle Libertà | 32 128 | 46,45 |  |  |  |  |  |
|                               | Massimo Ferrara                    | L'Ulivo            | 30 837 | 44,59 |  |  |  |  |  |
|                               | Francesco Regina                   | Democrazia Europea | 4 131  | 5,97  |  |  |  |  |  |
|                               | Paolo Giordano                     | Lista Di Pietro    | 1 306  | 1,89  |  |  |  |  |  |
|                               | Vincenzo Virgilio                  | Lista Emma Bonino  | 761    | 1,10  |  |  |  |  |  |
| Totale                        | Totale                             | Totale             | 69 163 | 100   |  |  |  |  |  |
|                               |                                    |                    |        |       |  |  |  |  |  |
| Fonte: Ministero dell'interno |                                    |                    |        |       |  |  |  |  |  |